# Sonho de Valsa
Sonho de Valsa é um bombom brasileiro criado pela empresa paulistana de alimentos Lacta, em 1938.
É um dos mais famosos bombons do Brasil, a maior parte das vendas são feitas no pequeno varejo, por comerciantes que compram o produto em pacotes e vendem por unidade.

## História
O Sonho de Valsa foi criado pela Lacta em 1938, quando era vendido em quilos em bombonières sofisticadas e durante quatro anos foi consumido apenas por mulheres.
Em 1942, o tamanho do chocolate foi aumentado e começou a ser comercializado individualmente em bares e armazéns.
A divisão de alimentos Kraft Foods comprou a Lacta no ano de 1996, e passou a investir em outros formatos comerciais para a marca. Segundo a Kraft, o Sonho de Valsa é o bombom mais conhecido e consumido no Brasil.

## Embalagem
A embalagem sofreu poucas alterações em décadas. Traz hoje um papel cor de rosa, com a ilustração de um casal dançando e, nas laterais, a escala musical da opereta “Ein Walzertraum”, "Um Sonho de Valsa" traduzido para o português, do compositor austríaco Oscar Straus (1870 - 1954). Porém, até o início da produção de papel celofane colorido no Brasil, Sonho de Valsa era embrulhado em papel de cor vermelha e recoberto por celofane transparente. Um selo preto com o nome do produto e com o desenho de um violão completavam a primeira embalagem do bombom.
Em 2011, a embalagem foi alterada para ter um fechamento com uma cola especial, evitando a entrada de umidade e aumentando a durabilidade do bombom, evitando ficar murcho. Com a mudança foi retirada a dupla embalagem de alumínio e de película de polipropileno e substituída por um invólucro único de material metalizado. Este material metalizado é semelhante ao utilizado no ovo de Páscoa, deixando o chocolate crocante por mais tempo, principalmente em regiões de clima mais quente. As cores e desenhos da embalagem, entretanto, permaneceram inalteradas.
Houve uma substituição da fórmula da cobertura do Sonho de Valsa tradicional, passando de "cobertura de chocolate" para "cobertura sabor chocolate". Isso desagradou os consumidores pela qualidade inferior dos ingredientes que passaram a utilizar.
Após a aquisição da Lacta pela Kraft Foods (atual Mondelez), Sonho de Valsa deixou de ser apenas um bombom para tornar-se uma marca de produtos. Percebendo o grande apelo do produto entre os consumidores, foram criados diversos sabores e formatos diferentes. Atualmente é comercializado em várias embalagens, dentre elas o pacote com cinco bombons (105g), o pacote de um quilo, as latas colecionáveis, as embalagens em formato de coração e mini bombons em embalagens presenteáveis.

## Ovo de páscoa

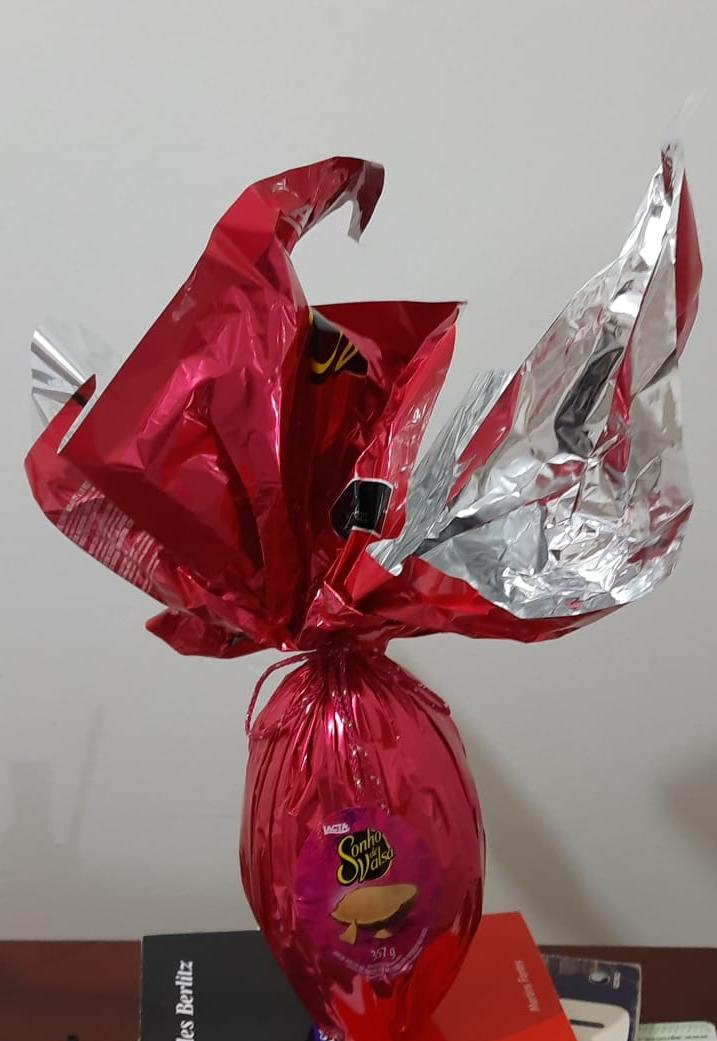
Ovo de páscoa de Sonho de Valsa

No feriado de Páscoa, feriado religioso onde comemora-se a ressureição de Jesus Cristo, a Lacta produz um ovo de páscoa de Sonho de Valsa.
Tem-se o hábito de dar chocolate em comemoração em formato de ovo, pois, o ovo simboliza a vida e o nascimento.

## Sabores
Além do tradicional Sonho de Valsa ao Leite, também foram editadas outras versões como o Sonho de Valsa Branco, o Sonho de Valsa Trufa, Sonho de Valsa Trufa Branca e Preta e a com recheio de morango.
O Sonho de Valsa Branco  foi lançado em 2003 e também uma mini barra com três bombons, o sonho de Valsa Mais, foi lançado em 2004.
No ano de 2017, foi lançada no formato de barra em noventa gramas.

## Fabricação
A farinha juntamente com outros ingredientes forma uma massa que será a casquinha waffer e é a mesma utilizada para a composição do Bis e Lancy.  Essa massa é colocada em um molde que tem o formato de dezenas de metades de bombons. Depois de receberem o recheio (com amendoim, castanha e outros ingredientes), os moldes são ligados dois a dois. Após isso, o bombom recebe três coberturas: uma de chocolate amargo e duas de chocolate ao leite.
Todo o processo é automatizado, sendo que algumas etapas são feitas por funcionários:
- verificação se o bombom está fechado antes de ser colocado nos sacos plásticos
- avaliação sensorial dos produtos: consiste em degustar uma amostra para verificar se existe variação de sabor ou textura
- análise laboratorial: para checar variações químicas e biológicas

Se for encontrada alguma falha nas análises sensoriais ou laboratoriais, o lote inteiro é descartado.